# Cónclave de 1830-1831
El cónclave papal de 1830-1831 fue convocado el 14 de diciembre de 1830 tras la muerte de Pío VIII. Concluyó el 2 de febrero de 1831 con la elección de Mauro Alberto Cappellari, que pasó a llamarse Gregorio XVI.

## Desarrollo
Inicialmente los candidatos con más posibilidades eran Emmanuele De Gregorio y Bartolomeo Pacca, quienes habían sido papabili en el de 1829. También tenía muchas posibilidades el cardenal Giacomo Giustiniani, quién fue un durante mucho tiempo diplomático al servicio del papa pero fue vetado por Fernando VII de España.
Aun así, ninguno de ellos podría obtener los dos tercios necesarios para ser electo, y con Klemens Wenzel von Metternich queriendo un Papa fuerte para aguantar el declive de la revolución en Europa, el cardenal Giuseppe Albani intervino. Propuso a Vincenzo Macchi como su candidato, pero pocos de los otros cardenales vieron a Macchi papable. El cardenal Cappellari Apareció como alternativo a De Gregorio y Macchi cuando ya el cónclave llevaba un largo desarrollo, y aunque Albani trabajó en contra de su candidatura, Cappellari finalmente ganó la elección.
Ningún cónclave desde entonces ha durado más de una semana, pero desde 1667 tampoco habían durado menos de tres. Durante el cónclave se realizaron ochenta y tres escrutinios para alcanzar los dos tercios. Ningún cónclave desde entonces ha tomado más de catorce.
45 de los 54 cardenales electores participaron, siendo Bartolomeo Pacca el cardenal que presidió el cónclave, en calidad de Decano del Colegio Cardenalicio. Cappellari, en el momento de su elección era prefecto de la Congregación para la evangelización de los pueblos. Como era sacerdote tuvo que ser consagrado obispo al poco de ser elegido, siendo el último Papa que todavía no era obispo en el momento de su elección.